# Bahnstrecke Leipzig-Plagwitz–Pörsten
| |                                    |                                     |                                     |
| |                                    |                                     |                                     |
| Streckennummer: | 6811                               |                                     |                                     |
| Kursbuchstrecke: | 153a (1934) 176k (1946) 549 (1998) |                                     |                                     |
| Streckenlänge: | 23,64 km                           |                                     |                                     |
| Spurweite: | 1435 mm (Normalspur)               |                                     |                                     |
| |                                    |                                     |                                     |
| \| \| \| von Leipzig-Hbf \| \| \| \| \| von Leipzig-Connewitz \| \| \| \| \| Leipzig-Plagwitz Industriebf \| \| \| \| 0,000 \| Leipzig-Plagwitz \| 118 m \| \| \| \| nach Leipzig-Miltitzer Allee \| \| \| \| \| (Verbindungsgleise) \| \| \| \| \| \| \| \| \| \| nach Lindenau Ldst \| \| \| \| \| nach Großzschocher (alte Strecke) \| \| \| \| \| (neue Verbindungsbahn von 1907) \| \| \| \| \| nach Großzschocher \| \| \| \| \| nach Probstzella \| \| \| \| 2,380 \| Leipzig Schönauer Straße \| 123 m \| \| \| 3,900 \| Leipzig Südwest \| 122 m \| \| \| 5,580 \| Lausen \| 120 m \| \| \| \| nach Markranstädt \| \| \| \| 7,230 \| Göhrenz-Albersdorf \| 123 m \| \| \| 9,760 \| Kulkwitz Süd \| 126 m \| \| \| 11,470 \| Schkölen-Räpitz \| 123 m \| \| \| \| Landesgrenze Sachsen–Sachsen-Anhalt \| \| \| \| 14,560 \| Meuchen \| 128 m \| \| \| 17,290 \| Lützen \| 123 m \| \| \| 19,250 \| Röcken \| 122 m \| \| \| \| Viadukt Rippachtal \| \| \| \| \| von Großkorbetha \| \| \| \| 23,640 \| Pörsten \| 140 m \| \| \| \| nach Deuben (b Zeitz) \| \| |                                    |                                     |                                     |
| Strecke |                                    | von Leipzig-Hbf                     | von Leipzig-Hbf                     |
| Strecke · Strecke von links (außer Betrieb) |                                    | von Leipzig-Connewitz               | von Leipzig-Connewitz               |
| Strecke · Dienststation / Betriebs- oder Güterbahnhof (Strecke außer Betrieb) |                                    | Leipzig-Plagwitz Industriebf        | Leipzig-Plagwitz Industriebf        |
| Bahnhof · Strecke (außer Betrieb) | 0,000                              | Leipzig-Plagwitz                    | 118 m                               |
| Abzweig geradeaus und nach rechts · Strecke (außer Betrieb) |                                    | nach Leipzig-Miltitzer Allee        | nach Leipzig-Miltitzer Allee        |
| Abzweig geradeaus und ehemals von links · Abzweig geradeaus und nach rechts (Strecke außer Betrieb) |                                    | (Verbindungsgleise)                 | (Verbindungsgleise)                 |
| Strecke · Abzweig geradeaus und nach links (Strecke außer Betrieb) · Strecke von rechts (außer Betrieb) |                                    |                                     |                                     |
| Kreuzung geradeaus unten (Querstrecke außer Betrieb) · Kreuzung geradeaus unten (Strecken außer Betrieb) · Strecke nach rechts (außer Betrieb) |                                    | nach Lindenau Ldst                  | nach Lindenau Ldst                  |
| Strecke · Abzweig geradeaus und nach links (Strecke außer Betrieb) |                                    | nach Großzschocher (alte Strecke)   | nach Großzschocher (alte Strecke)   |
| Abzweig ehemals geradeaus und nach links · Abzweig ehemals geradeaus und von rechts |                                    | (neue Verbindungsbahn von 1907)     | (neue Verbindungsbahn von 1907)     |
| Strecke (außer Betrieb) · Abzweig geradeaus und nach links |                                    | nach Großzschocher                  | nach Großzschocher                  |
| Strecke (außer Betrieb) · Strecke nach links |                                    | nach Probstzella                    | nach Probstzella                    |
| Haltepunkt / Haltestelle (Strecke außer Betrieb) | 2,380                              | Leipzig Schönauer Straße            | 123 m                               |
| Haltepunkt / Haltestelle (Strecke außer Betrieb) | 3,900                              | Leipzig Südwest                     | 122 m                               |
| Bahnhof (Strecke außer Betrieb) | 5,580                              | Lausen                              | 120 m                               |
| Abzweig geradeaus und nach rechts (Strecke außer Betrieb) |                                    | nach Markranstädt                   | nach Markranstädt                   |
| Bahnhof (Strecke außer Betrieb) | 7,230                              | Göhrenz-Albersdorf                  | 123 m                               |
| Haltepunkt / Haltestelle (Strecke außer Betrieb) | 9,760                              | Kulkwitz Süd                        | 126 m                               |
| Bahnhof (Strecke außer Betrieb) | 11,470                             | Schkölen-Räpitz                     | 123 m                               |
| Grenze (Strecke außer Betrieb) |                                    | Landesgrenze Sachsen–Sachsen-Anhalt | Landesgrenze Sachsen–Sachsen-Anhalt |
| Haltepunkt / Haltestelle (Strecke außer Betrieb) | 14,560                             | Meuchen                             | 128 m                               |
| Haltepunkt / Haltestelle (Strecke außer Betrieb) | 17,290                             | Lützen                              | 123 m                               |
| Haltepunkt / Haltestelle (Strecke außer Betrieb) | 19,250                             | Röcken                              | 122 m                               |
| Brücke (Strecke außer Betrieb) |                                    | Viadukt Rippachtal                  | Viadukt Rippachtal                  |
| Abzweig ehemals geradeaus und von rechts |                                    | von Großkorbetha                    | von Großkorbetha                    |
| ehemaliger Bahnhof | 23,640                             | Pörsten                             | 140 m                               |
| Strecke |                                    | nach Deuben (b Zeitz)               | nach Deuben (b Zeitz)               |

Die Bahnstrecke Leipzig-Plagwitz–Pörsten war eine Nebenbahn in Sachsen und Sachsen-Anhalt. Sie verlief von Leipzig-Plagwitz über Lützen nach Rippach-Poserna (Bahnhof Pörsten) und hatte dort Anschluss an die Strecke Großkorbetha–Deuben. Sie wurde 1999 stillgelegt.

## Geschichte
Der Abschnitt Leipzig-Plagwitz–Lützen wurde am 1. September 1897 durch die Preußisch-Hessische Staatsbahn eröffnet. Der restliche Streckenabschnitt nach Pörsten, der auch den Anschluss an die zur gleichen Zeit erbaute Strecke Großkorbetha–Zeitz herstellte, wurde 1898 eröffnet.
Das Verkehrsaufkommen bestand im Güterverkehr hauptsächlich aus Kohle, Agrarprodukten und Düngemitteln. 1965 wurde der Bahnhof Lützen als Knoten für die Wagenladung eingerichtet. Damit entfiel der Güterverkehr in Lausen, Schkölen-Räpitz, Meuchen und Pörsten. Im Reiseverkehr fuhren 1923 fünf Zugpaare, davon eines nur werktags. Hinzu kam ein Zug Lausen–Pörsten im Berufsverkehr. 1944 rollten täglich sechs Zugpaare, davon an Werktagen zwei und an Sonntagen eines nur auf besondere Anordnung. Einige Züge wurden von Markranstädt her über Lausen bis Leipzig-Plagwitz geleitet. In den 1980er Jahren verkehrten montags bis freitags je neun Personenzugpaare, einer davon als Leerzug; sonnabends sechs und sonntags fünf Zugpaare.

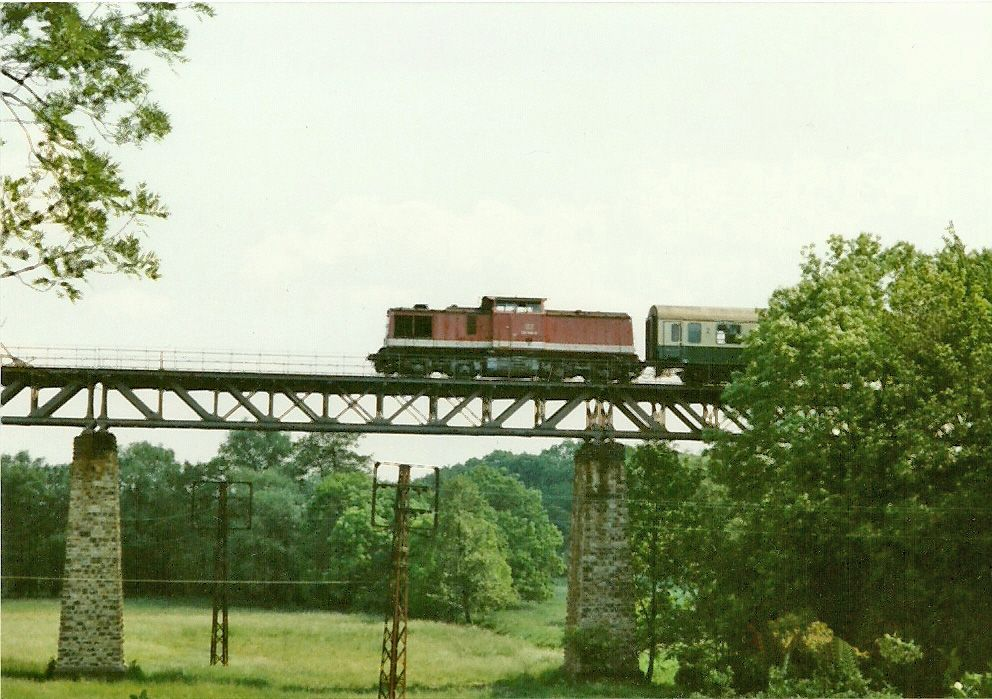
Reisezug auf dem Rippachtalviadukt (Mai 1998)

Bis 1966 gab es pro Tag zwei, zeitweise auch drei Nahgüterzugpaare, wovon eines von Pörsten bis Lützen, die anderen beiden von Leipzig-Plagwitz bis Lützen fuhren. Danach rollte nur noch ein morgendliches Nahgüterzugpaar von Leipzig-Plagwitz nach Lützen, das zunächst täglich und ab Sommer 1980 sonntags bis freitags verkehrte.

Ab 1969 wurde die Strecke in den Fahrplänen unter der Kursbuchnummer 512 geführt. Im Volksmund der Leipziger und der an der Bahnstrecke lebenden Einwohner wurde der Zug als „Lausen-Lützen-London-Express“ bezeichnet.
Zum Fahrplanwechsel am 24. Mai 1998 wurde der Reisezugverkehr eingestellt. Die letzte Fahrt fand am 23. Mai 1998 statt.
Auf Antrag der DB Netz AG genehmigte das Eisenbahn-Bundesamt die Stilllegung der Strecke am 23. Juni 1999, am 31. August 1999 wurde die Stilllegung der Strecke von der DB Netz AG vollzogen.
Nach der gesetzlichen Wartefrist wurde die Strecke im Jahr 2005 demontiert.

## Streckenbeschreibung

### Verlauf
Im Bahnhof Leipzig-Plagwitz begann die Strecke am Bahnsteig 3. Die Strecke führte zunächst parallel zur Bahnstrecke Leipzig–Probstzella und schwenkte dann südlich des Bahnhofs nach Westen ab. Es folgte der Bahnhof Leipzig-Schönauer Straße; nach 3,9 km wurde der zum Sommerfahrplan 1977 eröffnete Haltepunkt Leipzig Südwest erreicht. Bei km 5,5 lag der Haltepunkt Lausen. Früher zweigte hier die Bahnstrecke Lausen–Markranstädt ab, die jedoch in den 1950er Jahren mit dem Voranschreiten des Tagebaus Kulkwitz aufgegeben wurde, nachdem sie 1946 als Reparationsleistung bereits abgebaut worden war. Bis Göhrenz-Albersdorf (km 7,2) wird ein Teil der 1965 eröffneten Neubaustrecke befahren. Sie entstand anstelle des wegen Rutschgefahr an der Kante vom damals stillgelegten und gefluteten Tagebau Kulkwitz abgebauten Abschnittes. Der Haltepunkt Kulkwitz Süd (früher Seebenisch) wurde bei km 9,7 erreicht. Hier gab es ein massives Empfangsgebäude. Es folgte Schkölen-Räpitz bei km 11,4. Bis 1979 war hier noch ein ab 1965 ungenutztes Ladegleis vorhanden. Auch der Haltepunkt Meuchen (km 14,5) verfügte über ein Ladegleis, das als Abstellgleis der Bahnmeisterei Leipzig-Plagwitz genutzt wurde. Schließlich folgt der Bahnhof Lützen (km 17,2) als der bedeutendste Zwischenbahnhof an der Strecke. In Lützen befand sich ein Anschlussgleis mit Gleiswaage zur Zuckerfabrik, welches nach dem Zweiten Weltkrieg durch ein Agrochemisches Zentrum (ACZ) und die Bäuerliche Handelsgenossenschaft (BHG) genutzt wurde. Von nun an verlief die Strecke parallel zur B87, um bei km 19,2 den Haltepunkt Röcken zu erreichen. Hier befand sich der Anschluss zur Kieswasch- und Verladeanlage der Werschen-Weißenfelser Braunkohlen AG. Die Strecke folgte weiter der B87, bis sie mit mäßigem Gefälle einen tiefen Einschnitt passierte, um anschließend den Ort Rippach auf einem 150 Meter langen Stahl-Viadukt zu überqueren. Nach einer Linkskurve war Pörsten erreicht.

## Fahrzeugeinsatz

### Lokomotiven
Als Ende der 20er Jahre die in Berlin durch die Elektrifizierung der S-Bahn freigewordenen Preußische T 11 und T 12-Lokomotiven auch nach Leipzig kamen, bediente das damalige Bahnbetriebswerk Leipzig-Plagwitz damit die Strecken nach Gaschwitz und Pörsten. Die Preußische T 9 war zu dieser Zeit in Plagwitz beheimatet. Den Verschub- und Güterzugdienst versahen die T14.1, T16 und T16.1.
Nach 1945 übernahm die Preußische G 8.1 den Hauptverkehr. Weiterhin kamen nach dem Krieg Lokomotiven der Baureihe 86 zum Bahnbetriebswerk Leipzig-Plagwitz und wickelten zusammen mit der T14.1 den Berufsverkehr ab. Doch schon um 1955 verschwand als letzte Lok dieser Baureihe die 86 800. Fabrikneue Lokomotiven der Baureihe 83 übernahmen den Zugverkehr. Zunächst stand die 83 1002 zur Verfügung, später folgten dann noch die 83 1017-83 1020. Die ab 1957 eingesetzten 83 1001 wurde 1962 nach Haldensleben abgegeben. 1965 erfolgte die Übernahme der 83 1009 vom Bahnbetriebswerk Altenburg. Die Baureihe 83 wurde bis 1967 eingesetzt, als letzte wurden die 83 1009 und 83 1018 nach Torgau abgegeben. Nachdem die letzten T12 und T14.1 aus dem Bahnbetriebswerk Leipzig-Plagwitz abgezogen waren, wurden ab etwa 1963 hauptsächlich die Baureihen 55, 83 und 94 eingesetzt, letztere meist nur im Rangierdienst. Die G 8.1 war nach dem Krieg die dominierende Lok auf der Strecke nach Pörsten. Um 1965 gehörten noch etwa 50 Maschinen über kürzere oder längere Zeit zum Bahnbetriebswerk Leipzig-Plagwitz. Ab 1968 wurden viele Maschinen abgestellt und durch noch betriebsfähige Loks aus anderen Bahnbetriebswerken ersetzt. Die Kohlezüge nach Göhrenz-Albersdorf wurden meist mit Loks der Baureihe 44 über Leipzig-Plagwitz gefahren, welche von den Bahnbetriebswerken Leipzig-Wahren und Altenburg kamen.
Ab 1965 wurden die schwächer besetzten Personenzüge auch mit Leichtverbrennungstriebwagen (LVT) gefahren.
Nachdem am 13. Juni 1969 die Leipziger S-Bahn ihren Betrieb aufgenommen hatte, verkehrten auf der Pörstener Strecke auch die Diesellokomotiven. Seitdem wurden alle Zugförderungsaufgaben durch die DR-Baureihe V 100 übernommen. Die Lokomotiven stellte das Bahnbetriebswerk Leipzig Süd, das Personal das Bahnbetriebswerk Leipzig West.

### Wagen
Bis Anfang der 1960er Jahre verkehrten die Personenzüge mit den unterschiedlichsten Wagentypen aus der Länderbahnzeit. Ab 1963 wurden zunehmend zwei- und dreiachsige Rekowagen verwendet. An Gepäckwagen
gab es preußische und badische Bauarten, später dominierte der Güterzuggepäckwagen der Gattung Pwg57. Bis zur Stilllegung der Strecke verkehrte noch eine BR 202 mit einem einzelnen Wagen der Gattung Bme in grün-beige.

## Die Strecke heute
Bei Großgöhren sind noch der Geländeeinschnitt bis zum Viadukt, der Viadukt über die Rippach (Fertigstellung im Januar 1898) und der anschließende Bahndamm bis zum stillgelegten Bahnhof Pörsten vorhanden. Ab kurz hinter der Ortsgrenze von Leipzig-Lausen verläuft heute der asphaltierte Elster-Saale-Radweg auf dem ehemaligen Bahndamm bis zum Ortsanfang Rippach. Vereinzelt sind noch Bahnanlagen zu erkennen.